# Сэки, Кентаро
Кентаро Сэки (яп. 関 憲太郎 9 марта 1986); Фудзиока, Япония) — японский футболист, вратарь клуба «Ренофа Ямагути».

## Карьера
Является воспитанником Университета Мэйдзи, одного из лучших высших учебных заведений Японии. В 2007 году стал чемпионов Японии по футболу среди университетских команд и был признан лучшим вратарём турнира. После нескольких отличных сезонов проведённых на молодёжном уровне, Кентаро заметили профессиональные футбольные клубы Японии. В итоге Кентаро Сэки принял решение заключить контракт с командой «Вегалта Сэндай». В 2010 году был отдан в аренду для получения игровой практики и опыта. До 2012 года выступал за команду второй Джей-лиги «Йокогама». С 2014 по 2020 год являлся основным вратарём футбольного клуба «Вегалта Сэндай».

## Достижения
- Чемпион Японии среди студенческих команд: 2007[6]